# Kelly Rosa
Kelly de Abreu Rosa (* 25. Januar 2004 in Brasília, Brasilien) ist eine brasilianische Handballspielerin, die für die brasilianische Nationalmannschaft aufläuft.

## Karriere

### Im Verein
Rosa spielte für den brasilianischen Verein EC Pinheiros. Im Januar 2023 schloss sich die Rückraumspielerin dem spanischen Erstligisten Grafometal La Rioja an. Nachdem Rosa am Saisonende 2022/23 mit Grafometal La Rioja abgestiegen war, wechselte sie zum Erstligisten atticgo BM Elche. Mit atticgo BM Elche gewann sie im Jahr 2024 den EHF European Cup. Ab der Saison 2025/26 wird sie beim ungarischen Erstligisten Dunaújvárosi Kohász KA unter Vertrag stehen.

### In Auswahlmannschaften
Rosa belegte mit der brasilianischen Jugendnationalmannschaft den fünfzehnten Platz bei der U-18-Weltmeisterschaft 2022. Rosa erzielte im Turnierverlauf mit 39 Treffern die meisten Tore für die brasilianische Auswahlmannschaft. Für die brasilianische A-Nationalmannschaft lief Rosa im Jahr 2023 bei der Weltmeisterschaft auf, die Brasilien auf dem neunten Platz abschloss. Sie warf im Turnierverlauf 15 Tore. Im Jahr 2024 nahm sie an den Olympischen Spielen teil.